# ザ・レヴ
ザ・レヴ（THE REV, The Reverend Tholomew Plague, 1981年2月9日 - 2009年12月28日）はアメリカのヘヴィメタル・バンド、アヴェンジド・セヴンフォールドのドラムスで結成メンバーの一人であった。
本名、ジェイムズ・オーウェン・サリヴァン（James Owen Sullivan）。
2009年12月28日（現地時間）に、レヴが南カリフォルニアの自宅で亡くなっているのが発見された。28歳の若さであった。発見当初は自然死と報告されていたが、検死の結果、死因は処方薬とアルコールの偶発性過剰摂取と判明した。